# 尖齒鬍鯰
尖齒鬍鯰又稱北非鬍鯰，為輻鰭魚綱鯰形目塘虱魚科的其中一種，又名埃及塘虱、埃及土虱、革鬍子鯰，在广东又叫埃及塘鲺，食粪虱等等。原產於非洲尼罗河流域，並引進亞洲及歐洲，本魚體延長，頭部平斜，後部側扁，頭背部具骨板，吻寬而短，前鼻孔為一根短管，後鼻孔則為裂縫狀，上頜較突出，鼻鬚與頦鬚各一對，較短，上下頜鬚各一對，較長，體裸露無鱗，皮膚光滑，多黏液，側線平直，沿體側中部而伸達尾鰭基部，體黑灰色，腹部白色，具有由改良的鰓弓組成的大型輔助呼吸器官。此外，胸鰭有刺，背鰭軟條61-80枚，臀鰭軟條45-65枚，體長可達170公分，體重可達60公斤，壽命可達15年。棲息在湖泊及河川，生命力極強，當遇乾旱時，能躲藏泥中，以口直接呼吸空氣，或利用強壯的胸鰭在路地上爬行找尋水塘，夜行性，屬雜食性偏肉食性，主要以無脊椎動物、魚類、腐肉等為食，有時會發出響亮的呱呱聲，可做為食用魚及養殖魚類。
1981年中国水产养殖部门从埃及引进，1982年在广东水产基地养殖成功。引进目的是作为一种优质水产品物种的。因为其食性广泛，体形非常大，生长速度快，繁殖能力强，能够耐低氧环境，抵抗病害能力强，养殖技术门槛低，产量高，营养价值优良。其具有适应性强，养殖简单，繁殖力强，产量很高，营养价值优良等优势，在广东和广西得到了广泛的推广，大量养殖。但养过埃及塘虱的池塘，很难全部捞捕消灭，再养殖其他淡水鱼类就非常艰难，因为，埃及塘虱会捕食再放养的各类鱼苗，严重影响水产养殖业的发展。在雨季，埃及塘虱便随水逃逸，在池塘外面任何有淡水存在的地方大量繁殖和生存。

## 扩展阅读
維基物種上的相關：尖齒鬍鯰
1. ↑  Konings, A.; Freyhof, J.; ((FishBase team RMCA)); Geelhand, D. . The IUCN Red List of Threatened Species. 2019: e.T166023A155051767 [amended version of 2018 assessment]  [3 April 2024]. doi:10.2305/IUCN.UK.2018-2.RLTS.T166023A155051767.en .
2. ↑  Froese, R. & Pauly, D. (eds.) (2014). Clarias gariepinus. FishBase. Version 2014-03.
3. ↑  . 百度新闻.